# David Söderberg
David Söderberg (ur. 11 sierpnia 1979 w Vöyria) – fiński lekkoatleta specjalizujący się w rzucie młotem.

## Osiągnięcia
- brązowy medal uniwersjady (Daegu 2003)

Söderberg trzykrotnie reprezentował Finlandię podczas igrzysk olimpijskich – w Atenach 2004 i Londynie 2012 nie udało mu się awansować do finału, a podczas igrzysk w Rio de Janeiro (2016) zajął 8. miejsce w konkursie finałowym.
Odpadał także w eliminacjach na mistrzostwach świata (2007, 2009, 2015, 2017) oraz Europy (2002, Mistrzostwa Europy w Lekkoatletyce 2006, 2010 i 2012). Był ósmy na mistrzostwach Europy 2014 i siódmy w 2016.
Kilkunastokrotny medalista mistrzostw Finlandii, wielokrotny reprezentant kraju w meczach międzypaństwowych.

## Rekordy życiowe
- rzut młotem – 78,83 (2003)